# Kazany Aréna
A Kazany Aréna (oroszul: Каза́нь Аре́на) kazanyi labdarúgó-stadion, a Rubin Kazany otthona, a 2018-as labdarúgó-világbajnokság egyik helyszíne és a 2017-es konföderációs kupa egyik stadionja volt. A Rubin Kazany korábbi otthona a Központi Stadion volt.
A 45 ezer férőhelyesre tervezett stadion az Európai Labdarúgó-szövetség (UEFA) minden előírásának megfelel majd, így nemzetközi versenyek lebonyolítására alkalmas.

## 2017-es konföderációs kupa
A stadion az egyik helyszín volt a 4 stadionból a 2017-es konföderációs kupán.
| Dátum            | Csapat 1    | Eredmény           | Csapat 2    | Forduló   |
| ---------------- | ----------- | ------------------ | ----------- | --------- |
| 2017. Június 18. | Portugália  | 2–2                | Mexikó      | A csoport |
| 2017. Június 22. | Németország | 1–1                | Chile       | B csoport |
| 2017. Június 24. | Mexikó      | 2–1                | Oroszország | A csoport |
| 2017. Június 28. | Portugália  | 0–0 (0–3 büntetők) | Chile       | Elődöntők |

### A Kazán Aréna mérkőzései a 2018-as labdarúgó-világbajnokságon
| 2018. június 16. 13:00 (12:00) |

| Franciaország                               | 2–1               | Ausztrália             |
| ------------------------------------------- | ----------------- | ---------------------- |
| Griezmann 58' (11-esből) Behich 81' (öngól) | (0–0) Jegyzőkönyv | Jedinak 62' (11-esből) |

| Kazany Aréna, Kazany Nézőszám: 41 279 Játékvezető: Andrés Cunha (uruguayi) |

| 2018. június 20. 21:00 (20:00) |

| Irán | 0–1               | Spanyolország |
| ---- | ----------------- | ------------- |
|      | (0–0) Jegyzőkönyv | Costa 54'     |

| Kazany Aréna, Kazany Nézőszám: 42 718 Játékvezető: Andrés Cunha (uruguayi) |

| 2018. június 24. 21:00 (20:00) |

| Lengyelország | 0–3               | Kolumbia                             |
| ------------- | ----------------- | ------------------------------------ |
|               | (0–1) Jegyzőkönyv | Mina 40' Falcao 70' Ju. Cuadrado 75' |

| Kazany Aréna, Kazany Nézőszám: 42 873 Játékvezető: César Arturo Ramos (mexikói) |

| 2018. június 27. 17:00 (16:00) |

| Dél-Korea                             | 2–0               | Németország |
| ------------------------------------- | ----------------- | ----------- |
| Kim Jonggvon 90+3' Szon Hungmin 90+6' | (0–0) Jegyzőkönyv |             |

| Kazany Aréna, Kazany Nézőszám: 41 835 Játékvezető: Mark Geiger (amerikai) |

| 2018. június 30. 17:00 (16:00) |

| Franciaország                                      | 4–3               | Argentína                             |
| -------------------------------------------------- | ----------------- | ------------------------------------- |
| Griezmann 13' (11-esből) Pavard 57' Mbappé 64' 68' | (1–1) Jegyzőkönyv | Di María 41' Mercado 48' Agüero 90+3' |

| Kazany Aréna, Kazany Nézőszám: 42 873 Játékvezető: Alirezá Fagáni (iráni) |

| 2018. július 6. 21:00 (20:00) |

| Brazília    | 1–2               | Belgium                               |
| ----------- | ----------------- | ------------------------------------- |
| Augusto 76' | (0–2) Jegyzőkönyv | Fernandinho 13' (öngól) De Bruyne 31' |

| Kazany Aréna, Kazany Nézőszám: 42 873 Játékvezető: Milorad Mažić (szerb) |